# Provincia de Llanquihue
La provincia de Llanquihue se ubica en el centro de la Región de Los Lagos, tiene una superficie de 14 876,4 km² y posee una población de 321 493 habitantes. Su capital provincial es la ciudad de Puerto Montt.
El clima es templado marítimo lluvioso, con temperaturas cuyo promedio es de 10 °C y precipitaciones de hasta 3000 mm anuales. La vegetación es boscosa, destacándose especies como el alerce, mañío, lenga, ñire, laurel, musgos, líquenes, helechos y copihues.

## Economía
En 2018, la cantidad de empresas registradas en la provincia de Llanquihue fue de 13.128. El Índice de Complejidad Económica (ECI) en el mismo año fue de 0,62, mientras que las actividades económicas con mayor índice de Ventaja Comparativa Revelada (RCA) fueron Elaboración de Aceites y Grasas de Origen Marino (48,73), Cultivo de Especies Acuáticas en Agua Dulce (36,65) y Servicios de Acuicultura, excepto Servicios Profesionales y Extracción (36,11).

## Comunas
La provincia está constituida por nueve comunas: 
| Comuna       | Escudo | Población (2017) |
| ------------ | ------ | ---------------- |
| Calbuco      |        | 33 985 hab.      |
| Cochamó      |        | 4 023 hab.       |
| Fresia       |        | 12 261 hab.      |
| Frutillar    |        | 18 428 hab.      |
| Llanquihue   |        | 17 591 hab.      |
| Los Muermos  |        | 17 068 hab.      |
| Maullín      |        | 14 216 hab.      |
| Puerto Montt |        | 245 902 hab.     |
| Puerto Varas |        | 44 578 hab.      |

## Historia

Evolución administrativa de la provincia de Llanquihue

Se han atestiguado vestigios de poblamiento humano en el actual territorio de la provincia de Llanquihue de al menos 14 500 años de antigüedad, en el sitio de Monte Verde. En tiempos históricos, la zona estuvo poblada por los huilliches, entre quienes a veces se distingue a los "cuncos", un pueblo agricultor y pescador que es la rama sureña del pueblo mapuche.
Desde fines del siglo XVI se establecieron en la zona los conquistadores españoles, quienes fundaron en la ribera norte del canal de Chacao el pueblo de Carelmapu y el fuerte de Calbuco, y redujeron al sistema de encomiendas a los indígenas de toda el área de Maullín y del archipiélago de Calbuco. 
Durante la época colonial esta zona dependía del gobierno de Chiloé y al comenzar la guerra de independencia de Chile sus habitantes se unieron al bando realista, de modo que combatieron en contra de los independentistas durante las campañas de Chiloé y solo pasaron a formar parte de Chile a partir del tratado de Tantauco, en 1826.
A partir de 1852 se asentaron los primeros colonos alemanes. Gracias a los agentes y pioneros de la colonización alemana en Chile, Vicente Pérez Rosales y Bernhard Eunom Philippi, el lago Llanquihue vuelve a la historia a mediados del siglo XIX. 
La fecha definitiva que da comienzo a la colonización alemana de la zona es el 28 de noviembre de 1852, ocasión en que llegaron a las costas del actual Puerto Montt los primeros inmigrantes que se instalarían en la actual cuenca del lago Llanquihue, habilitando un puerto para comunicarse con Puerto Varas. 
El río Maullín nace en las proximidades de la ciudad de Llanquihue, desaguando el lago, habiéndose bautizado en un principio con el nombre de «Desagüe» por esta condición, pero en 1897 se le cambia el nombre por Llanquihue. Se crea la comuna en 1968 y se desarrollan en su ámbito pujantes plantas agroindustriales que procesan lácteos y otros productos.
En 1976, se suprimen los departamentos y se crea la provincia de Llanquihue a partir de la antigua provincia de igual nombre. En 1979 se traspasa la parte sur de la comuna de Puerto Montt a la nueva provincia de Palena, creándose la comuna de Hualaihué.

## Autoridades
Las autoridades son nombradas directamente por el Presidente de la República y se mantienen en su cargo mientras cuenten con su confianza.

### Gobernador Provincial (1976-2021)

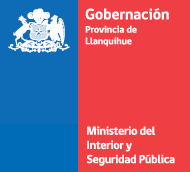
Logotipo de la Gobernación de la Provincia de Llanquihue hasta 2021.

Los siguientes fueron los gobernadores provinciales de Llanquihue.
| Gobernador(a)                       | Partido | Partido | Inicio                  | Final                   | Presidente(a) | Presidente(a)           |
| ----------------------------------- | ------- | ------- | ----------------------- | ----------------------- | ------------- | ----------------------- |
| Dictadura militar                   |         |         |                         |                         |               |                         |
| Mario Messen García                 |         | Militar | 14 de enero de 1976     | 4 de diciembre de 1978  |               | Augusto Pinochet        |
| Hugo Prado Contreras                |         | Militar | 4 de diciembre de 1978  | 15 de enero de 1982     |               | Augusto Pinochet        |
| Fernando Polanco Gallardo           |         | Militar | 15 de enero de 1982     | 5 de marzo de 1985      |               | Augusto Pinochet        |
| Sergio Videla Valdebenito           |         | Militar | 5 de marzo de 1985      | 5 de diciembre de 1988  |               | Augusto Pinochet        |
| Mario Ernst Frene                   |         | Ind.    | 5 de diciembre de 1988  | 11 de marzo de 1990     |               | Augusto Pinochet        |
| Retorno a la democracia             |         |         |                         |                         |               |                         |
| Gustavo Flores Santibáñez           |         | PRSD    | 11 de marzo de 1990     | 11 de marzo de 1994     |               | Patricio Aylwin         |
| Osvaldo Wistuba Vivar               |         | PDC     | 11 de marzo de 1994     | 3 de julio de 1996      |               | Eduardo Frei Ruíz-Tagle |
| Ramón Ricardo García Rodríguez      |         | PDC     | 3 de julio de 1996      | 11 de marzo de 2000     |               | Eduardo Frei Ruíz-Tagle |
| Patricio Oscar Cantos Oyarzún       |         | PPD     | 11 de marzo de 2000     | 29 de diciembre de 2000 |               | Ricardo Lagos           |
| María Cristina Maeztu Vidal         |         | PPD     | 29 de diciembre de 2000 | 11 de marzo de 2006     |               | Ricardo Lagos           |
| Óscar Valenzuela Meza               |         | PDC     | 11 de marzo de 2006     | 11 de marzo de 2010     |               | Michelle Bachelet       |
| Francisco Alejandro Muñoz Le-Breton |         | Ind.    | 17 de marzo de 2010     | 11 de marzo de 2014     |               | Sebastián Piñera        |
| Juan Carlos Gallardo Gallardo       |         | PDC     | 11 de marzo de 2014     | 11 de marzo de 2018     |               | Michelle Bachelet       |
| Leticia Tamara Oyarce Kruger        |         | UDI     | 11 de marzo de 2018     | 14 de julio de 2021     |               | Sebastián Piñera        |

### Delegado Presidencial Provincial (Desde 2021)
Actualmente la provincia de Llanquihue no posee un Delegado Presidencial Provincial. Con la nueva ley de descentralización, las gobernaciones de las capitales regionales se extinguen junto con las intendencias, generando una fusión en sus equipos de trabajo, pasando a conformar la Delegación Presidencial Regional, a cargo del Delegado presidencial regional de Los Lagos. Por lo cual no existe una Delegación presidencial provincial de Llanquihue.

## Galería de imágenes

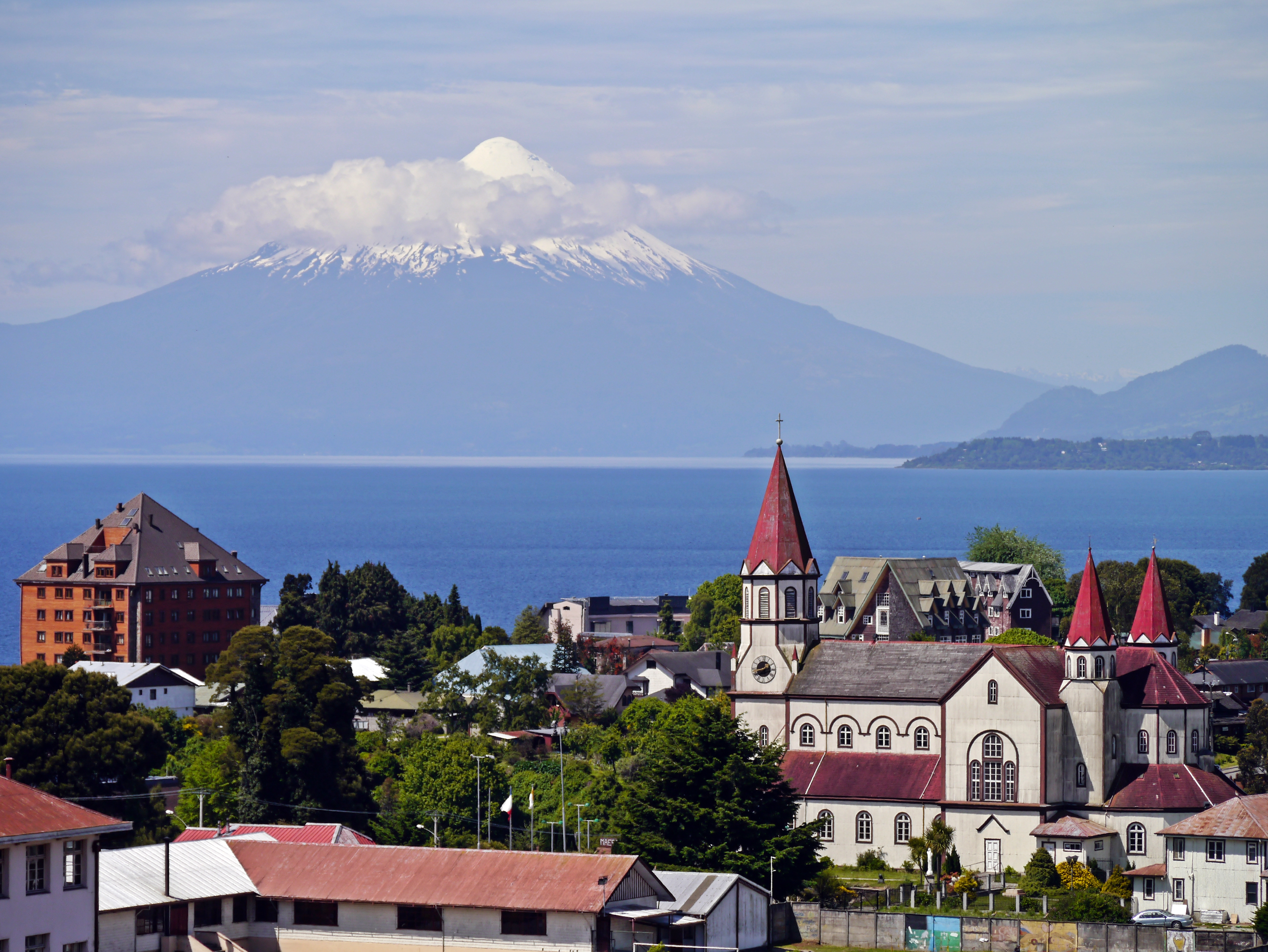
Vista de Puerto Varas con el volcán Osorno de fondo.
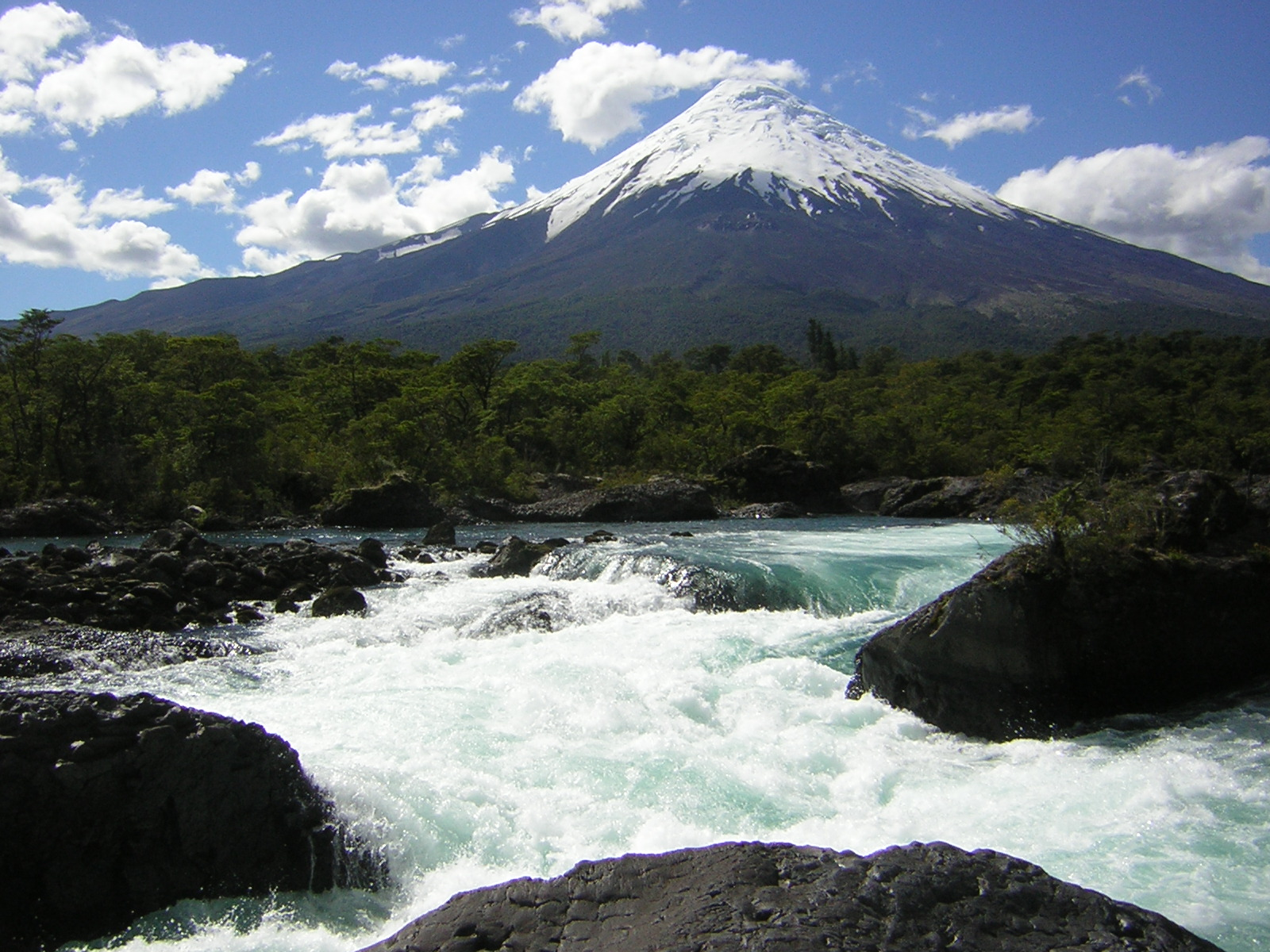
Parque Nacional Vicente Pérez Rosales.
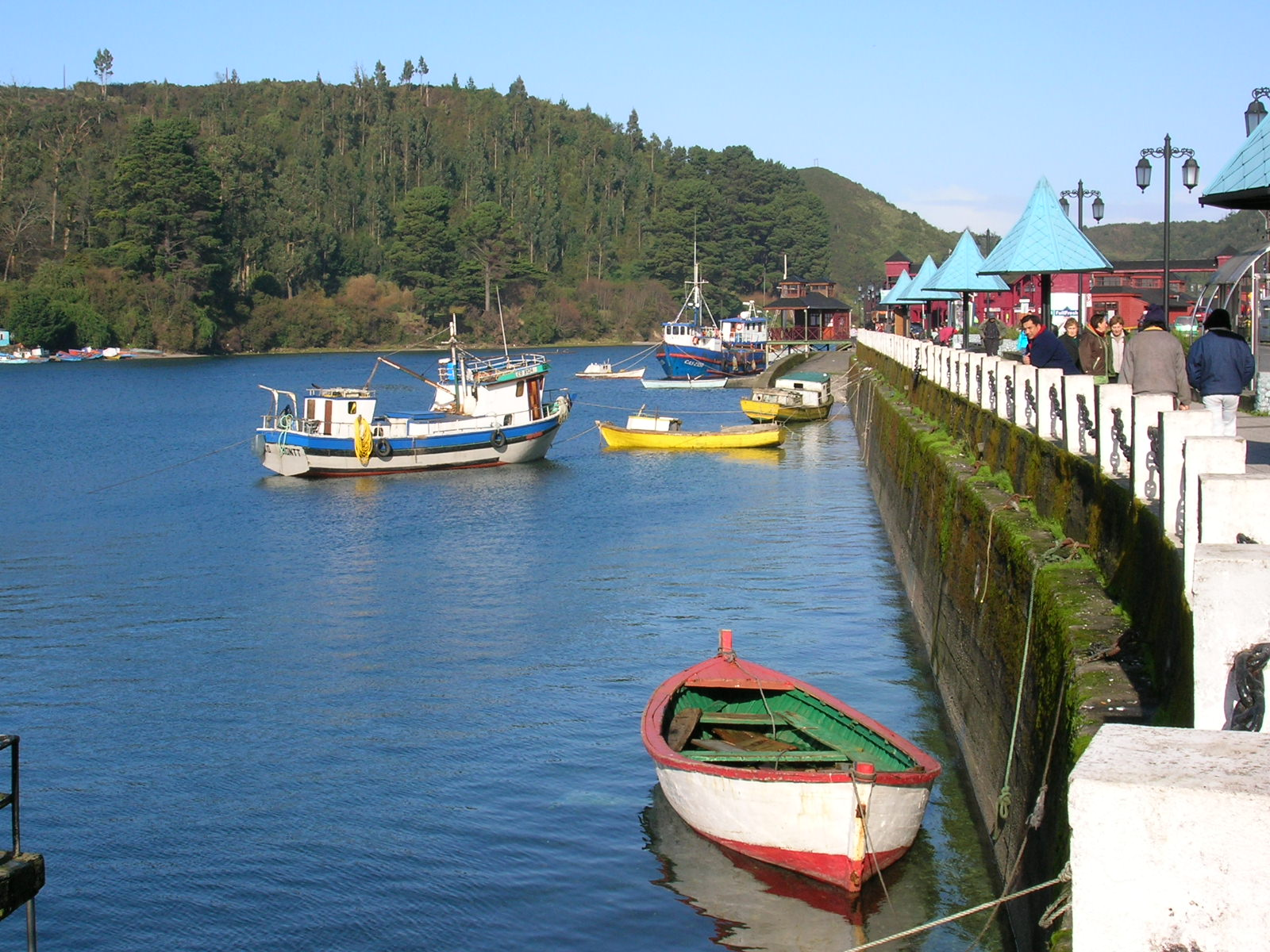
Caleta Angelmó, Puerto Montt.
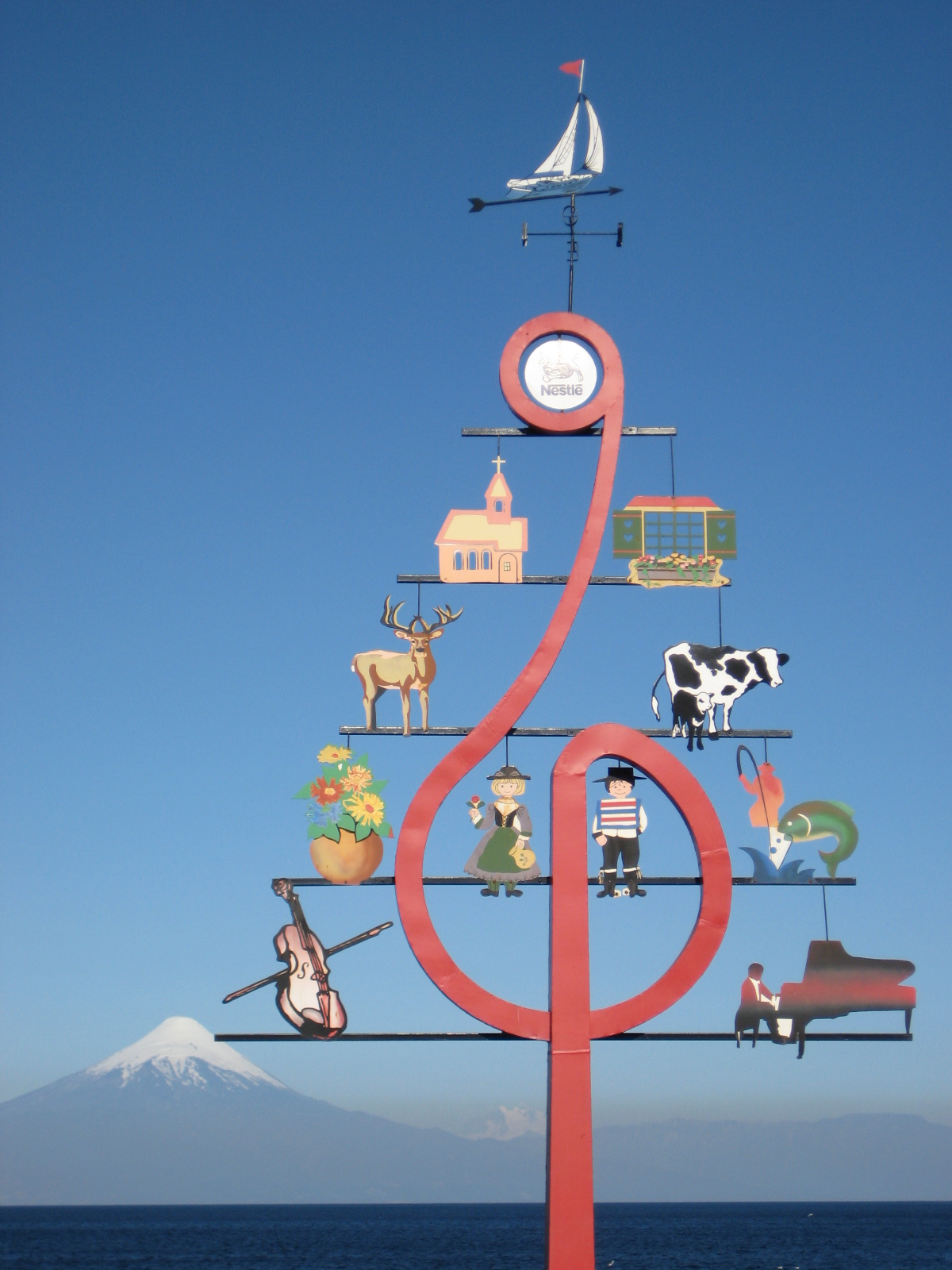
Símbolo de Frutillar.
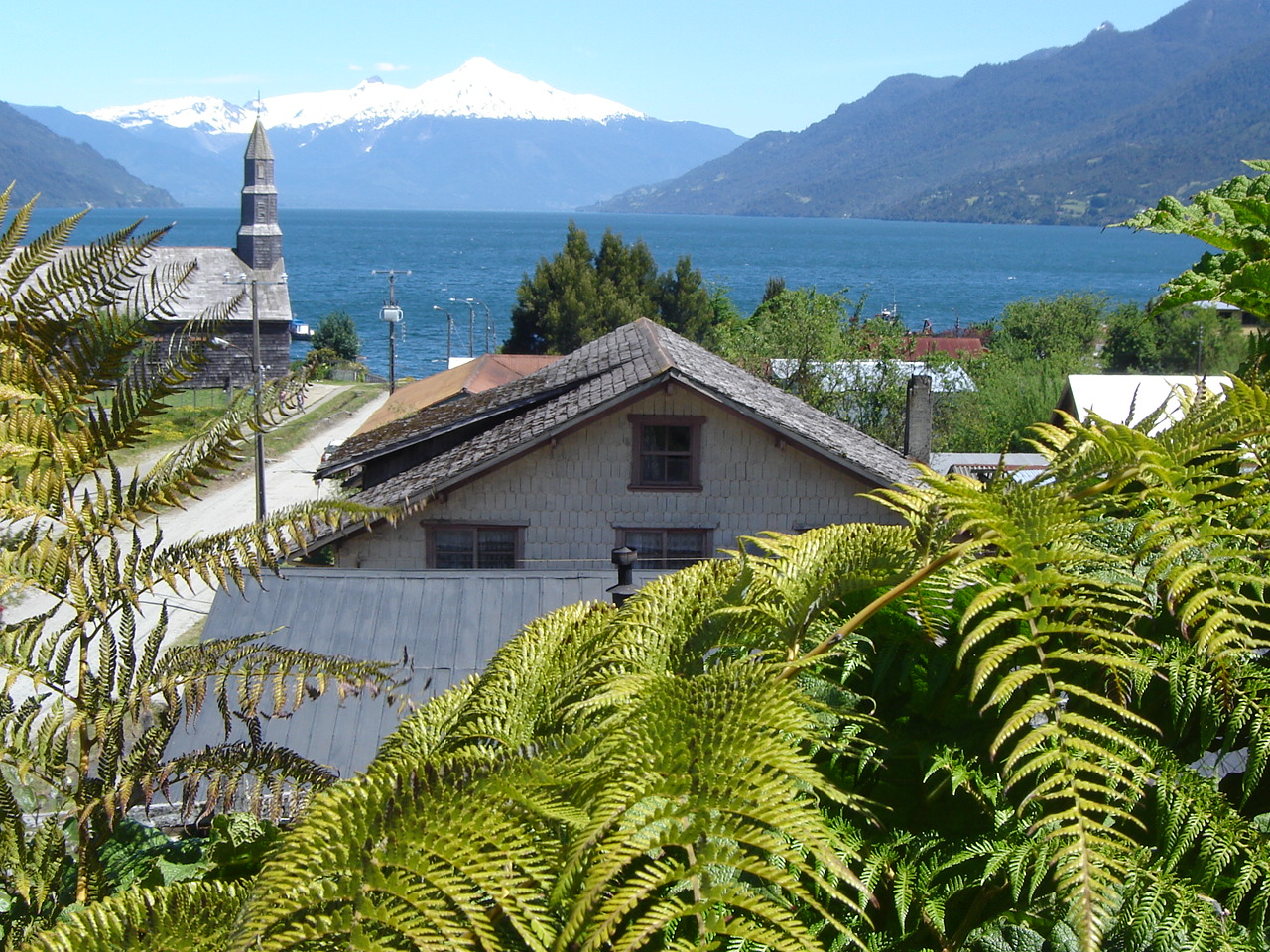
Cochamó en el seno de Reloncaví.